# دانييلي روشون
دانييلي روشون هي رسامة كندية، ولدت في 8 أبريل 1946 في أوتاوا في كندا.

## وصلات خارجية
- الموقع الرسمي